# Luana Martau
Luana Luz Martau (Porto Alegre, 20 de dezembro de 1984) é uma atriz brasileira.
Nascida no Rio Grande do Sul, sua carreira começou aos nove anos de idade, quando foi chamada para substituir uma amiga num musical. Ficou conhecida ao interpretar a cômica Lady Carlota, em Cordel Encantado, e a divertida manicure Beverly, em Avenida Brasil. Integrou o elenco das seis temporadas do programa Tá no Ar: A TV na TV.

## Filmografia

### Televisão
| Ano           | Título                      | Personagem                                    | Notas                             |
| ------------- | --------------------------- | --------------------------------------------- | --------------------------------- |
| 2009          | Cama de Gato                | Patrícia Lombardi                             |                                   |
| 2010          | Clandestinos: Sonho Começou | Luana                                         |                                   |
| 2011          | Cordel Encantado            | Lady Carlota de Bragança                      |                                   |
| 2012          | Avenida Brasil              | Maria da Purificação de Jesus (Beverly Hills) |                                   |
| 2013          | Louco por Elas              | Dorothy                                       |                                   |
| 2013          | Joia Rara                   | Creotina (Cléo)                               |                                   |
| 2014–19       | Tá no Ar: a TV na TV        | Vários personagens                            |                                   |
| 2015          | I Love Paraisópolis         | Mirela Recanto de Queiroz                     |                                   |
| 2019          | Órfãos da Terra             | Latifa / Rebeca Blum                          |                                   |
| 2020          | Fora de Hora                | Vários Personagens                            |                                   |
| 2020          | Diário de Um Confinado      | Marcinha                                      | Episódio: "Date"                  |
| 2020          | Simples Assim               | Danuza                                        | Episódio: "5 de dezembro"         |
| 2022          | No Mundo da Luna            | Micaela                                       |                                   |
| 2024          | 5X Comédia                  | Eulália Tavares                               | Episódio: "Amor em Tempo de Pets" |
| 2024          | Cilada                      | Tainá Angeles                                 | Episódio: "Relacionamento Aberto" |
| 2024–presente | Matches                     | Camila Fernandes (Mila)                       |                                   |
| 2024–presente | Dra. Darci                  | Erika Santos                                  |                                   |
| 2024          | Tô Nessa                    | Mariana (Mari)                                |                                   |

### Cinema
| Ano  | Título                     | Personagem               | Notas          |
| ---- | -------------------------- | ------------------------ | -------------- |
| 2009 | Alguns Nomes do Impossível | Mariana                  | Curta-metragem |
| 2014 | A Noite da Virada          | Alê                      |                |
| 2015 | S.O.S. Mulheres ao Mar 2   | Apresentadora do deslife |                |
| 2016 | A Canção De Lisboa         | Alice                    |                |
| 2017 | Chocante                   | Repórter                 |                |
| 2021 | Amor Sem Medida            | Corina                   |                |
| 2023 | Desapega!                  | Nina                     |                |
| 2023 | Feliz Ano Novo... De Novo  | Tatá                     |                |
| 2024 | Dois É Demais em Orlando   | Clara                    |                |

## Prêmios e indicações
| Ano  | Prêmio                    | Categoria                 | Indicação        | Resultado | Ref    |
| ---- | ------------------------- | ------------------------- | ---------------- | --------- | ------ |
| 2011 | Prêmio Extra de Televisão | Melhor revelação feminina | Cordel Encantado | Indicado  | [ 12 ] |